# Hyoscyamus multicaulis
Hyoscyamus multicaulis är en potatisväxtart som beskrevs av K. H. Rechinger och Edelb. Hyoscyamus multicaulis ingår i släktet bolmörter, och familjen potatisväxter. Inga underarter finns listade i Catalogue of Life.